# Royal Society of Chemistry

Logo de la en.

La Royal Society of Chemistry est une société savante située au Royaume-Uni dont le but est « l'avancement des sciences chimiques ». Cette organisation contribue à des recherches, publie des journaux scientifiques, des livres et des bases de données, organise des conférences, des séminaires et des ateliers.

## Histoire
Elle a été formée en 1980 par la fusion de la Chemical Society, du Royal Institute of Chemistry, de la Faraday Society et de la Society for Analytical Chemistry.
Son siège est situé à Londres à Burlington House, Piccadilly. Elle possède également des bureaux à Cambridge, d'où sont notamment éditées un grand nombre des revues publiées par la société.

## Personnalités liées à la société
- James Feast
- Ewart Jones
- Harold Kroto
- Jack Lewis
- Steven Ley
- Gillian Reid, présidente (2022-2024)
- Rex Richards
- Deborah Swackhamer, chimiste américaine
- Jinhua Ye